# Annette Weber (Politikwissenschaftlerin)

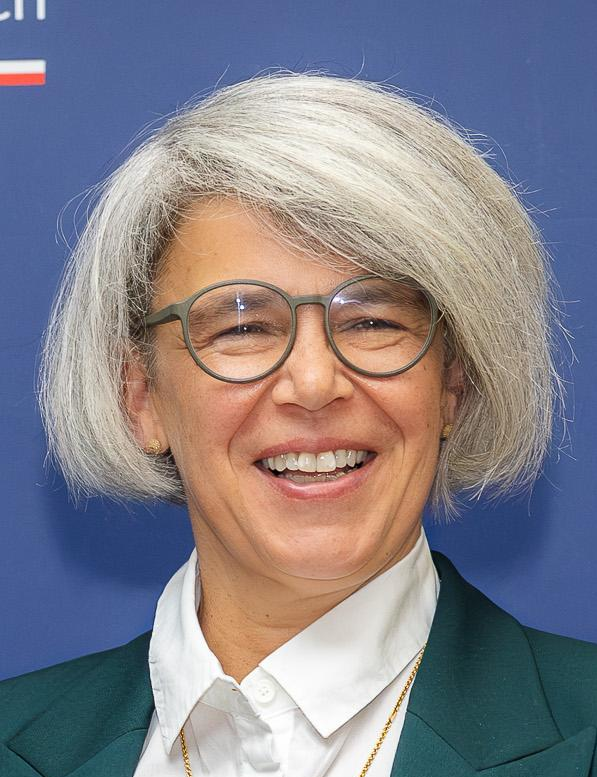
Annette Weber (2024)

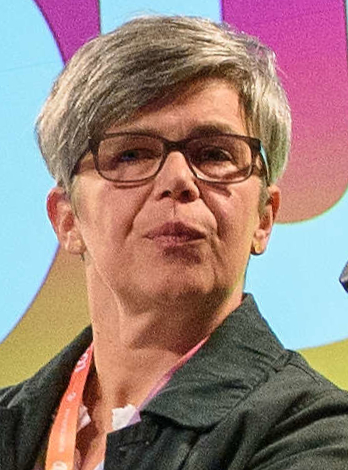
Bei der re:publica17

Annette Weber (* 1. November 1967) ist eine deutsche Politikwissenschaftlerin, die sich auf Nordostafrika und Gender Studies spezialisiert hat. Seit dem 1. Juli 2021 ist sie die Sonderbeauftragte der Europäischen Union für das Horn von Afrika. Zuvor war sie als Journalistin, Menschenrechtsaktivistin sowie zuletzt als Expertin für die nordostafrikanische Region bei der Stiftung Wissenschaft und Politik (SWP) tätig gewesen. Darüber hinaus ist Weber Roman-Autorin.

## Leben

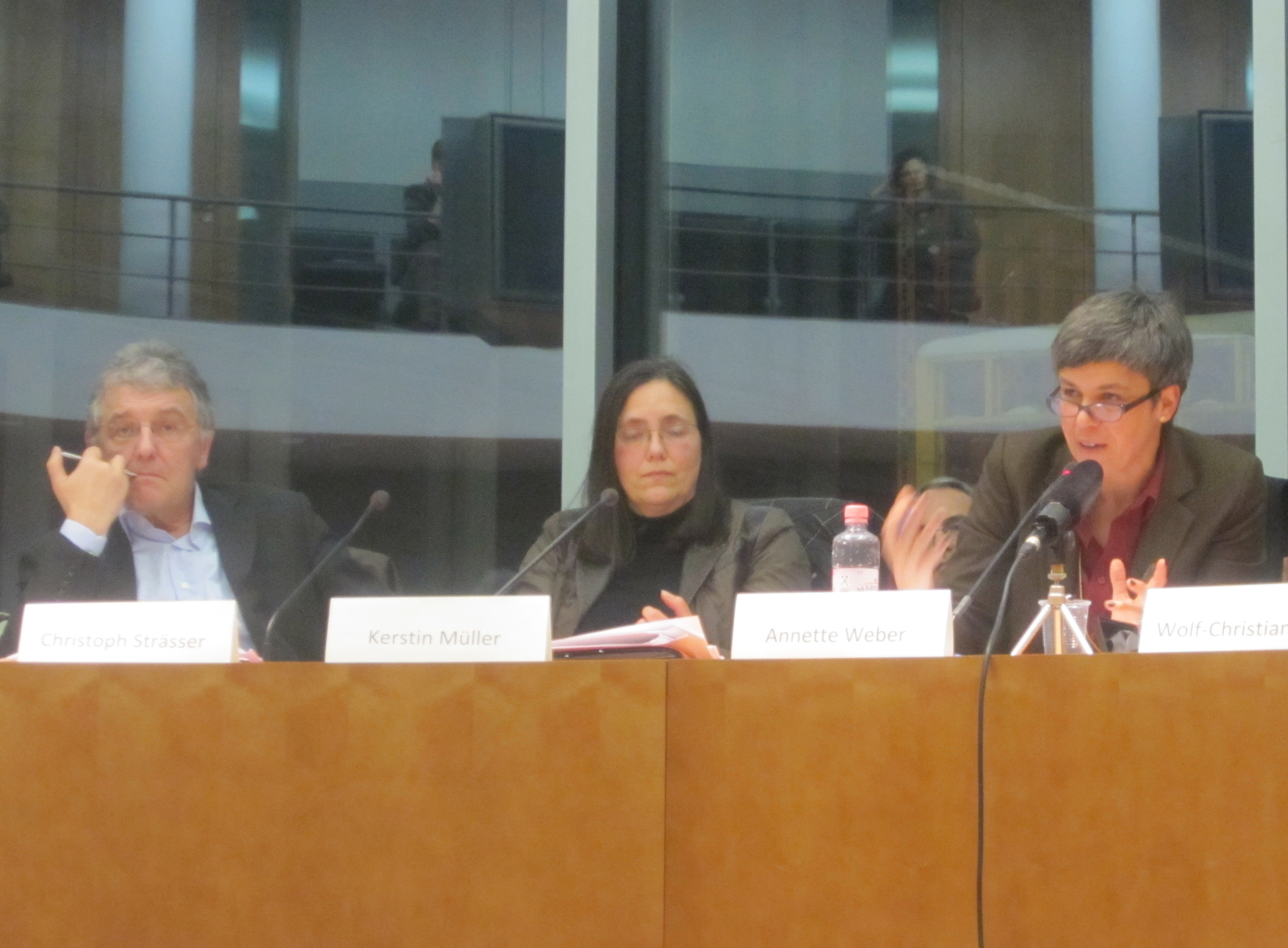
Weber (rechts) im Januar 2010 während einer Podiumsdiskussion im Deutschen Bundestag zu den Wahlen im Sudan und dem südsudanesischen Unabhängigkeitsreferendum neben den MdBs Kerstin Müller (Grüne) und Christoph Strässer (SPD)

In den 1990er Jahren arbeitete Weber als freie Musikjournalistin u. a. in Los Angeles und Prag. Sie veröffentlichte Texte für Publikationen wie Jungle World, Spex, die taz, Visions und Zitty. Themenschwerpunkte waren die Genres und Subkulturen von Hip-Hop und Riot grrrls. Beispielhaft für ihre damalige Berichterstattung ist etwa ein Interview, das sie 1996 mit dem US-Rapper Chuck D von Public Enemy über die politische Symbolhaftigkeit von Gewalt in seinen Texten und Inszenierungen führte.
1999 wechselte Weber für rund zwei Jahre als Rechercheurin in das Ostafrika-Team von Amnesty International in London.
Von 2003 bis 2006 war sie in Berlin als Koordinatorin für das Ökumenische Netzwerk Zentralafrika (ÖNZ) tätig.
Am 23. April 2006 verteidigte sie an der Freien Universität Berlin, wo sie bereits ihren Magister erlangt hatte, ihre Doktorarbeit magna cum laude. In der englischsprachigen Studie untersuchte sie Geschlechterordnungen und Geschlechterrollen zwischen Zivilpersonen und Kombattanten in den bewaffneten Konflikten Nordost- und Zentralafrikas mit einem besonderen Schwerpunkt auf dem damals noch nicht unabhängigen Südsudan. Die Dissertation wurde zunächst von dem Friedensforscher Ulrich Albrecht (1941–2016) betreut. Erstgutachterin war schließlich die Politikwissenschaftlerin Marianne Braig, Zweitgutachterin die Ethnologin Ute Luig.
Ab 2007 wirkte Weber als Wissenschaftlerin in der Forschungsgruppe Afrika/Mittlerer Osten der SWP mit einem Schwerpunkt auf dem Horn von Afrika. Nach einem Forschungsaufenthalt zwischen 2010 und 2012 in Äthiopien  leitete sie in den Jahren 2013 und 2014 die regionale SWP-Forschungsgruppe.
Von 2012 bis 2019 arbeitete Weber zudem als leitende Beraterin für die Berghof Foundation in dem Projekt des deutschen Auswärtigen Amtes, die Afrikanische Union bei ihren Vermittlungsbemühungen zwischen Regierung und verschiedenen Rebellengruppen im Sudan zu unterstützen.

Im Jahr 2018 veröffentlichte Weber im Hamburger Textem Verlag ihr Debüt als Schriftstellerin:
»Eurythmie der Gewalt spielt in der Gegenwart und verbindet politische und popkulturelle Themen in Deutschland, Ostafrika und Kalifornien. Madame Blavatsky und die Anthroposophische Gesellschaft spielen ebenso eine Rolle wie weiße und schwarze Geheimbünde, Charles Manson, Rap, die RAF und al-Shabaab, deutsche Pilotinnen im Zweiten Weltkrieg und der aktuelle Krieg im Südsudan.«
Der Literaturkritiker Meinolf Reul schrieb in seiner Rezension des Werkes:
»Es ist erstaunlich, wie viel Welt Annette Weber in das schmale Buch gepackt hat, ohne es doch zu überladen – und keine angelesene, sondern eine durch eigenes Sehen und Erleben beglaubigte Welt. Zu den vielen Ereignissen der Romanhandlung kommt die Überraschung einer schnellen, unbehäbigen und frischen Sprache: dass das Deutsche so beweglich sein kann!«
Von 2019 bis 2021 war Weber als leitende Beraterin für das Zentrum für humanitären Dialog tätig. Und 2020 wurde sie als Mitglied in die unabhängige Untersuchung der Vereinten Nationen zur internationalen Unterstützung der Sicherheit Somalias berufen.

Am 21. Juni 2021 entschied der Rat für Auswärtige Angelegenheiten der Europäischen Union auf seiner Sitzung in Luxemburg, Weber im Rahmen der Gemeinsamen Außen- und Sicherheitspolitik zum 1. Juli zur EU-Sonderbeauftragten für das Horn von Afrika zu ernennen. Zu der Region zählen Äthiopien, Djibouti, Eritrea, Kenia, Somalia, Sudan, Südsudan und Uganda. Dienstsitz ist die kenianische Hauptstadt Nairobi. Als allgemeine politische Ziele definiert der Beschluss in Artikel 2 (3) die
»Unterstützung von Frieden und Sicherheit, der Demokratie, der Menschenrechte, der Rechtsstaatlichkeit, der Gleichstellung der Geschlechter, der humanitären Grundsätze und des humanitären Völkerrechts, von nachhaltiger Entwicklung, des Wirtschaftswachstums, des Klimaschutzes und der regionalen Zusammenarbeit«

## Schriften (Auswahl)
- Auswahlbibliographie zum Thema Frauen im Sudan: Literatur seit 1980; Universität Bremen, Sudan Economy Research Group, 1993
- Sudan und Somalia – Weichensteller am Horn von Afrika (mit Anja Dargatz); Berlin: Friedrich-Ebert-Stiftung, 2010
- Why a Feminist Standpoint Epistemology Is Necessary in Times of Hegemonic Masculinity: Thoughts on Intersectionality and Transrationality in: Josefina Echavarría Alvarez, Daniela Ingruber und Norbert Koppensteiner (Hg.): Echoes to Many Peaces: Transrational Resonances; Palgrave Macmillan, Cham, 2018; S. 83–108
- Eurythmie der Gewalt; TEXTEM VERLAG, Hamburg 2018, ISBN 978-3-86485-188-9

Eine ausführliche Bibliografie (Stand: Mai 2021) findet sich als PDF auf Webers SWP-Profilseite